# Ismail Kadaré
Ismail Kadaré (også stavet Ismaïl Kadaré eller Ismail Kadare) (født 28. januar 1936 i Gjirokastra, død 1. juli 2024) var en fremtrædende albansk forfatter. Han var protegé af Enver Hoxhas styre, men blev samtidig overvåget, hvilket Shaban Sinani har dokumenteret. Kadaré var en tid medlem af Albaniens Folkeforsamling (Parlamentet).

## 1990: Afhopning til Paris
Kadaré hoppede af til Frankrig i 1990 og boede derefter i Paris, men var ofte på besøg i Albanien. Afhopningen fremkaldte undren fra mange sider. Hvorfor på dét tidspunkt? Nogle håbede på ham som den første frie albanske præsident og var derfor skuffede. Kadaré har adskillige gange afvist at han ville være præsident – sandsynligvis fordi han mente at han kunne gøre større nytte som forfatter.

## 2002:De røde pashaerder forsvandt
I marts 2002 opstod der røre om et digt som Ismail Kadaré skrev i 1974. Digtet hedder Në mesditë Byroja Politike u mblodh (Politbureauet blev samlet ved aftenstid) eller Pashallaret e Kuq (De røde pashaer).
Maleren, forfatteren og arkitekten Max Velo, der i Hoxha-tiden var fængslet mange år, havde ikke kunnet finde digtet, men havde hørt om det. Han trak historien om digtet frem i ét af sine digte, hvis overskrift er: De røde pashaers forsvinden.
I den følgende tid var der mange gætterier, indtil digtet blev fundet i statens arkiver.
Forfatteren Fatos Lubonja, også en forfatter der havde været fængslet, mente at det forsvundne digt var en hyldest til Enver Hoxha m.fl. og at Kadare flirtede med regimet, mens andre, f.eks. Bashkim Shehu, søn af daværende premierminister Mehmet Shehu og ven af Kadaré, antog at digtet var kritisk, i det mindste mod bureaukraterne. Begge dele var sandt. 
Digtet skulle have været trykt, men det blev forhindret højt oppe fra – Enver Hoxha skal have været negativ over for det. Så vidt det fremgår blev Kadaré kaldt til møde hos en af Kommunistpartiets ledere, Ramiz Alia (den sidste præsident under Hoxha-styret), hvor der blev læst og påskrevet, for man brød sig ikke om det. Måske fordi det var for underdanigt?
Nogle i partiapparatet mente at Kadaré skulle straffes, andre – bl.a. Hysni Kapo – at det var tilstrækkeligt hvis han bøjede af og formulerede en selvkritik, og dette blev øjensynligt resultatet.
Heri skal Kadaré ifølge den albanske avis Gazeta Shqiptare have skrevet:

The only aim and preoccupation of my life is to return in the quarries, in that great and honoured place of party's aids, without which, either my life, nor my work would have a meaning. And I thank my friend, who banned the publishing of my poem, and prevented me from the fatal fall.

Kadaré selv skal i 2002 have sagt at han ikke mente det gamle digt var systemkritisk, og han mindede om de omstændigheder hvorunder det blev skrevet.
I midten af marts fandt Gazeta Shqiptare digtet i statens arkiver (og forelagde det for Kadaré).
I digtets begyndelse spørger han: Hvorfor samles politbureauet? Der er ingen trusler udefra. Men der er noget galt, og der må gøres noget. En sort kræft er på vej nedefra. De mange der opfører sig som bureaukrater underminerer bygningen. Men frygt ikke Enver Hoxhas skarpe øje vil finde dem.

## 2003: Konference om religion og samfund med udgangspunkt i Huntingtons teori omclash of civilizations
Kadaré var i 2003 én af hovedarrangørerne af the international conference »Religions and Civilization in the New Millennium: the Albanian case« (Tirana). Konferencen tog udgangspunkt i Samuel Huntington's berømte bog: The Clash of Civilizations and the Remaking of World Order. Hensigten var at vise at netop i Albanien var der stor fordragelighed mellem personer med forskellige religiøs baggrund, og at det meget længe havde været sådan. Konferencen blev fulgt op af en lidt anden Balkan-konference året efter – og også i Tirana. Denne konference blev afholdt i samarbejde mellem UNESCO og den albanske præsident og drejede sig om religiøs tolerance. Konferencen vedrørte albanske forhold, men også forholdene andetsteds på Balkan.

## 2005: Man Booker International Prize
Fik den første Man Booker International Prize i 2005. Er flere gange nævnt som kandidat til Nobel-prisen.

## 2005-2006: Roman om forholdet mellem Enver Hoxha og Mehmet Shehu
Ismail Kadaré udgav omkring årsskiftet 2005-2006 en roman på det engelsk-amerikanske marked om forholdet mellem Enver Hoxha og Mehmet Shehu. Romanen er udgivet på dansk under titlen Efterfølgeren.

## Værker på dansk
Flere af hans værker er udkommet på dansk, således: Her er Tirana (1981), Den døde hærs general (albansk 1964, dansk 1985), Nichen i muren om Ali Pasha fra Tepelena (albansk 1984, dansk 1989), Hvem hjemførte Doruntine? (albansk 1986, dansk 1990), Drømmenes palads (albansk 1981, fransk 1990, dansk 1994), Ufuldendt april om slægtsfejder og blodhævn i Nordalbanien og om den sædvaneretlige tradition der findes i kanun (albansk 1980?, fransk 1982, dansk 2000), Efterfølgeren (på albansk 2003, på dansk 2006) og Agamemnons datter (på dansk 2007), der tematisk hænger sammen med Efterfølgeren. På svensk findes desuden Brölloppet (albansk 1968, svensk 1976) og Den hårda vintern (fransk 1978, svensk 1980) om skismaet mellem Sovjetunionen og Albanien. På norsk findes Albansk Vår. Krønike, Brev, Refleksjoner (albansk, fransk og norsk 1991).